# Poospatuck
Rezerwat Poospatuck – stanowy rezerwat Indian w gminie Mastic, w hrabstwie Suffolk, w amerykańskim stanie Nowy Jork. Według spisu ludności w 2000 r. liczył 271 mieszkańców (w 80% – tubylczych Amerykanów).
Poospatuck jest najmniejszym z rezerwatów w stanie Nowy Jork – 0,2927 km² (72,33 akra) – i należy do kategorii rezerwatów uznawanych jedynie przez władze stanowe, a nie przez rząd federalny. Powstały w 1700 r. rezerwat, którego status, wielkość i granice zmieniały się w historii, należy do Indian Poospatuck – nieuznawanego przez władze federalne i Biuro do Spraw Indian plemienia, liczącego ok. 570 osób, którego nazwa własna oznacza u zbiegu wód. Poospatuck to część plemienia Unkechaug (w języku quiripi/wampano – ludzi zza wzgórza).